# Багдасаров, Шаген Багдасарович
Шаген Багдасарович Багдасаров (25 ноября 1916, Фергана — 11 июля 2017, Москва) — геолог, специалист в области разведочного бурения, профессор кафедры горного дела МГРИ, кандидат наук, ветеран Великой Отечественной войны.

## Биография
Родился 25 ноября 1916 года в городе Скобелево (ныне Фергана), в семье царского офицера, родившегося в Нагорном Карабахе. В 1920 году семья переехала в Ташкент, где Шаген в 1932 году закончил семилетнюю школу. В 1932 году семья снова переезжает, на этот раз в Москву.
В 1935 году с отличием заканчивает десятилетнюю московскую школу № 1. Аттестат зрелости ему был вручён в Колонном зале Дома Союзов. Был чемпионом Москвы по боксу.
С 1935-го по 1940-й годы обучается в Московском геологоразведочном институте имени С. Орджоникидзе. По окончании института получает квалификацию «Горный инженер — разведчик» и специальность «Горно-буровые разведочные работы». Далее два года работает начальником партии «Геохимразведка».

#### Участие в Великой Отечественной войне
Начало войны застало его на серном руднике Чангыр-Таш в Киргизии.
В 1942 году добровольцем ушёл на фронт, призван Паркентским РВК.
Воевал на Сталинградском, 4-м Украинском и 1-м Прибалтийском фронтах, при освобождении Донбасса, Крыма и Прибалтики. 26 сентября 1943 года награждается медалью «За боевые заслуги» за участие в боях за населённый пункт Софиевка в качестве наводчика 82 мм миномёта. Был ранен, имел тяжёлую контузию. Войну закончил в 1945 году, в 91 Мелитопольской стрелковой дивизии, в звании старшего сержанта. День Победы встретил в Саратовском военном училище, где проходил школу переподготовки для младших офицеров. В 1985 году в честь 40-летия Победы получает орден Отечественной войны I степени.
После демобилизации поступил на работу в ВИМС, в Ферганскую экспедицию, участвовал в разведке месторождений урана.

#### Преподавание во МГРИ
В 1950 году по приглашению профессора Куличихина Н. И. поступает в аспирантуру на кафедру «Техника разведочного дела» МГРИ. Спустя 4 года защищает кандидатскую диссертацию на кафедре горного дела, где он занимал должность профессора до 2012 года.

## Награды и достижения
Награждён 18 медалями и орденом Отечественной войны I степени. Им было подготовлено более 3000 специалистов в области горного дела и разведочного бурения. Соавтор пособия «Справочник горного инженера геологоразведочных партий»